# Dr. Frost
Dr. Frost (en hangul, 닥터 프로스트; romanización revisada, Dakteo peuroseuteu) es una serie de televisión surcoreana emitida entre 2014-2015 y protagonizada por Song Chang Ui, Jung Eun Chae y Sung Ji Roo. Fue trasmitida por el canal de cable OCN desde el 23 de noviembre de 2014 al 1 de febrero de 2015 con una longitud de 10 episodios emitidos cada domingo a las 23:00 (KST). Está basada en webtoon de Lee Jong Bum publicado en 2011, que narra los hechos de un detective que utiliza la psicología para detectar criminales.

## Sinopsis
Baek Nam Bong (Song Chang Ui) apodado como Frost debido a que posee el cabello blanco, se desempeña como profesor de psicología durante el día y como barman por la noche, tiene la particularidad que no siente ni demuestra emociones como empatía, amor o tristeza puesto que cuando pequeño sufrió una lesión en el lóbulo frontal, lo que agudizó sus centros de razonamiento a un nivel de genio. Nam Bong en la universidad, conoce a Yoon Sung Ah (Jung Eun Chae) quien se convierte en su asistente. Dadas sus excelentes habilidades deductivas, Nam Bong presta ayuda a la policía en la solución de casos complejos en la ciudad de Seúl.

## Reparto

### Personajes principales
- Song Chang Ui como Baek Nam Bong (Dr. Frost).
- Jung Eun Chae como Yoo Sung Ah.
- Sung Ji Roo como Nam Tae Bong.

### Personajes secundarios
- Lee Yoon Ji como Song Sun.
- Choi Jung Woo como Cheon Sang Woon.
- Kwak Hyun Hwa como Cha Hae.
- Yoo Gun como Bae Doo-han.
- Lee Hee Jin como Yoo Anna / Sung Hye.
- Yoon Jong-hoon como Kang Jin Wook (ep. #2).
- Kim Ga Young como Da Rae.
- Yeo Eui Joo como Young Ho.
- Song Jong Ho como Moon Sung-hyun.
- Choi Il Hwa como Kim Han Seong.
- Moo Jin-sung como Kim Yeong-ho.
- Lee You-jin como Kim-wook.
- Lee Si-kang como Detective Cha.

### Personajes invitados
- Lee Jun-hyeok (ep. #1)
- Kim Bup-rae como Park Do-chul (ep. #3)

## Emisión internacional
- Hong Kong: Entertainment Channel (2016).